# Peter Vidmar
Peter Glen Vidmar (* 3. června 1961, Los Angeles) je bývalý americký gymnasta, dvojnásobný vítěz na Letních olympijských hrách 1984 v Los Angeles.
Narodil se v Los Angeles slovinským rodičům. Vystudoval UCLA.
Na mistrovství světa 1983 obsadil ve víceboji deváté místo a probojoval se do finále na hrazdě, kde skončil z osmi gymnastů poslední. V následujícím roce se stal absolutním vicemistrem Spojených států a vyhrál americkou olympijskou kvalifikaci.
Na Letních olympijských hrách 1984 byl proto klíčovým členem vítězného družstva Spojených států, ve víceboji obsadil druhé místo za Kodžim Gušikenem z Japonska a ve finále na jednotlivých nářadích získal další zlato na koni našíř (o vítězství se podělil s Li Ningem z Číny). Soutěže utrpěly neúčastí gymnastů Sovětského svazu a dalších zemí komunistického bloku, naopak byly poprvé obohaceny o účast čínských sportovců.
Je členem Americké olympijské síně slávy, do které byl jako jeden ze tří sportovců uveden hned dvakrát, a to jako jednotlivec a jako člen vítězného týmu mužů z olympiády 1984. V roce 1998 byl také uveden do Mezinárodní gymnastické síně slávy.
Po skončení kariéry komentoval gymnastiku pro televizní stanice CBS a ESPN. V současnosti se živí jako motivační řečník. V roce 2008 se stal předsedou rady americké gymnastické federace USA Gymnastics.
Je členem Církve Ježíše Krista Svatých posledních dnů.
V roce 2012 byl jmenován vedoucím výpravy USA na Letní olympijské hry 2012. Když ale vyšlo najevo, že v roce 2008 v Kalifornii aktivně vystupoval v kampani proti povolení manželství osob stejného pohlaví, což vyvolalo značnou kontroverzi, z funkce odstoupil.